# 鋸葉裂臀瓢蟲
鋸葉裂臀瓢蟲（学名：Henosepilachna pusillanima）为瓢蟲科食植瓢蟲屬下的一个种。